# 羅處富
羅處富，又更名羅处善，江西廬陵縣人，明朝政治人物、進士出身。

## 生平
永樂二年，登進士。后選為翰林院庶吉士，編撰永樂大典。官至常州府知府。